# هرچی داری بیار
هرچی داری بیار (به انگلیسی: Give Me Everything) عنوان تک‌آهنگی از خواننده آمریکایی پیت‌بول است که با شرکت نی-یو، افروجک و نیر ساخته شد. این تک‌آهنگ متعلق به ششمین آلبوم استودیویی پیت‌بول با نام، سیاره پیت (Planet Pit) بوده که در سال ۲۰۱۱ ساخته و روانه بازار موسیقی شد. سبک این ترانه دنس پاپ و هیپ‌هاپ است. این تک‌آهنگ در کشورهای کانادا، ایرلند، اسکاتلند و بریتانیا به عنوان تک‌آهنگ برتر شناخته شد. این تک‌آهنگ در بیلبورد ۱۰۰ و آی‌تیونز استور به عنوان برترین آهنگ انتخاب شد.این ترانه در مراسم ام تی وی 2011 نامزد سه جایزه شد.